# Westerwijzend

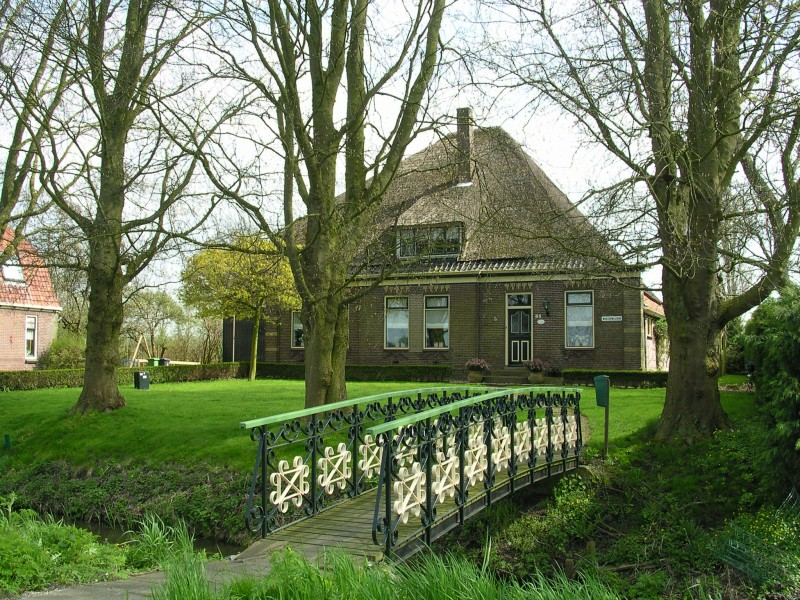
Ferme caractéristique de la région à Westerwijzend

Westerwijzend est un hameau situé dans la commune néerlandaise de Drechterland, dans la province de la Hollande-Septentrionale.